# Berkeley (rzeka)
Berkeley – rzeka w Australii, w stanie Australia Zachodnia, we wschodniej części regionu Kimberley. Ma około 135 km długości. Uchodzi do Morza Timor w pobliżu wyspy Reveley Island w Zatoce Józefa Bonapartego. Została nazwana przez odkrywcę Charlesa Price'a Conigrave'a w 1911 roku na cześć jego brata, Berkeleya Fairfaxa Conigrave'a. Rzeka i jej okolice obfitują w słodkowodne baseny, wodospady, fragmenty lasu deszczowego oraz bogatą faunę (m.in. gatunki krokodyli, orłów oraz skalniaki). Na dolnym odcinku rzeki znajdują się słodkowodne kąpieliska z bystrzami oraz liczne możliwości połowu ryb, zwłaszcza barramundi.